# Eunomia tympana
Eunomia tympana är en ringmaskart som beskrevs av Risso 1826. Eunomia tympana ingår i släktet Eunomia och familjen Phyllodocidae. Inga underarter finns listade i Catalogue of Life.